# Jong Suk Kim
Kim Džong Suk (Hoeriong, 24. prosinca 1917. – Pjongjang, 22. rujna 1949.) je bila prva žena Kim Il Sunga.
Rođena je u Hoeriongu 1917. godine.
Rujna 1934. godine pristupila je Dječjoj avangardi. Sljedeće godine u srpnju postala je članica Saveza komunističke omladine Koreje. U rujnu 1935. godine pristupila je Korejskoj narodno-revolucionarnoj armiji. U siječnju 1937. godine postala je članica Komunističke stranke Sjeverne Koreje. Umrla je u Pjongjangu 1949. godine.
Majka je Kim Jong-ila, koga je rodila 16. veljače 1942. godina, prema službenim podacima u tajnom partizanskom kampu na planini Pektu.